# La Mure-Argens
La Mure-Argens település Franciaországban, Alpes-de-Haute-Provence megyében. Lakosainak száma 333 fő (2022. január 1.). La Mure-Argens Allons, Saint-André-les-Alpes, Thorame-Basse és Thorame-Haute községekkel határos.

## Népesség
A település népességének változása:
| Lakosok száma | 141  | 209  | 233  | 311  | 342  | 336  | 325  | 313  | 309  | 333  |
|               | 1968 | 1982 | 1990 | 2006 | 2013 | 2015 | 2017 | 2019 | 2020 | 2022 |